# Gardner Read
Gardner Read (Evanston, Illinois; 2 de enero de 1913 -Manchester-by-the-Sea, Massachusetts; 10 de noviembre de 2005) fue un compositor y estudioso musical estadounidense.

## Biografía
Inició su formación musical estudiando piano y órgano. Estudió contrapunto y composición en la Escuela de Música de la Universidad del Noroeste. En 1932 recibió una beca de cuatro años para la Escuela de Música Eastman en Nueva York, donde estudió con Bernard Rogers y Howard Hanson . A finales de la década de 1930 también estudió brevemente con Ildebrando Pizzetti y Aaron Copland.
Tras dirigir los departamentos de composición del Instituto de Música de St. Louis, el Conservatorio de Música de Kansas City y el Instituto de Música de Cleveland, Read fue contratado como compositor residente y profesor de composición en la Escuela de Música de la Universidad de Boston. Permaneció en este cargo hasta su jubilación en 1978.
Su Sinfonía n.° 1, op. 30 de 1937, estrenada por John Barbirolli, ganó el primer premio en el Concurso de Compositores Americanos de la Orquesta Filarmónica de Nueva York, mientras que su segunda sinfonía (op. 45, 1943) ganó el primer premio en el Concurso del Fondo Paderewski. Otro primer premio llegó en el Concurso de Canciones Artísticas de la Asociación Nacional de Profesores de Canto en 1986, ganado por su Nocturnal Visions, op. 145. Escribió una ópera, Villon, en 1967.
Su libro Music Notation: A manual of Modern Practice (1969/1979) intentó catalogar el panorama rápidamente cambiante de la notación de la música artística occidental contemporánea.